# Saint-Hilaire-le-Château
Saint-Hilaire-le-Château település Franciaországban, Creuse megyében. Lakosainak száma 225 fő (2022. január 1.). Saint-Hilaire-le-Château La Chapelle-Saint-Martial, Pontarion, La Pouge, Sardent, Soubrebost, Saint-Georges-la-Pouge és Vidaillat községekkel határos.

## Népesség
A település népessége az elmúlt években az alábbi módon változott:
| Lakosok száma | 418  | 352  | 296  | 273  | 242  | 236  | 233  | 229  | 226  | 225  |
|               | 1968 | 1982 | 1990 | 2006 | 2013 | 2015 | 2017 | 2019 | 2020 | 2022 |